# Aminy biogenne
Aminy biogenne – organiczne związki chemiczne, aminy, które powstają w wyniku procesu dekarboksylacji aminokwasów obojętnych i zasadowych.
| Amina biogenna | Prekursor |
| -------------- | --------- |
| agmatyna       | arginina  |
| cysteamina     | cysteina  |
| etanoloamina   | seryna    |
| histamina      | histydyna |
| kadaweryna     | lizyna    |
| katecholaminy  | tyrozyna  |
| propanoloamina | treonina  |
| putrescyna     | ornityna  |
| serotonina     | tryptofan |
| tryptamina     | tryptofan |
| tyramina       | tyrozyna  |